# منطقة مشاطئة

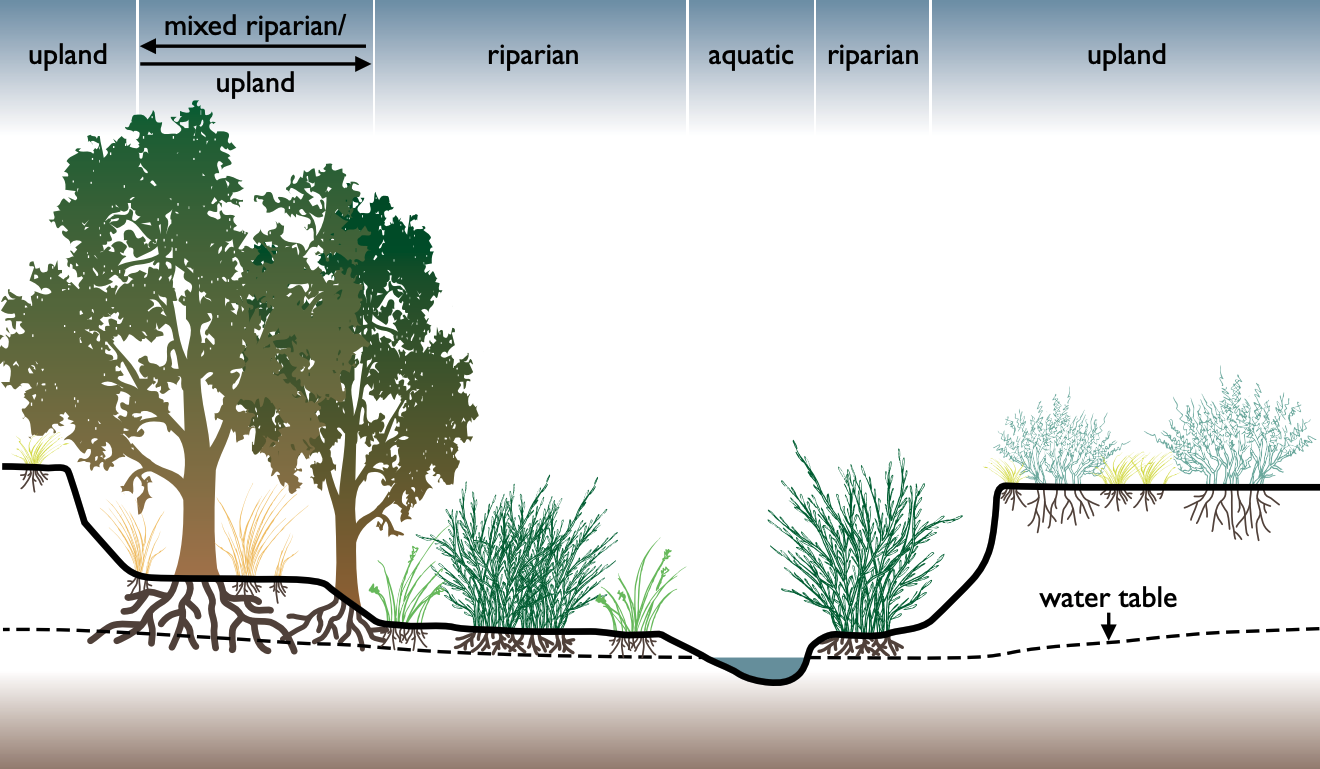
المنطقة النهرية هي الانتقال من المنطقة المائية إلى المنطقة المرتفعة. ومن المتوقع أن يتغير الغطاء النباتي من أنواع متكيفة مع المواقع الأكثر رطوبة قرب القناة إلى أنواع متكيفة مع المواقع الأكثر جفافًا في المرتفعات، مع وجود مزيج من الأنواع بينهما. في هذا المثال، سيأخذ تقييم وظيفة المناطق النهرية في الاعتبار المناطق النهرية، والمناطق النهرية/المرتفعة المختلطة، والمنطقة المائية في المجرى. لا تتمتع جميع المناطق النهرية بجميع هذه الميزات.

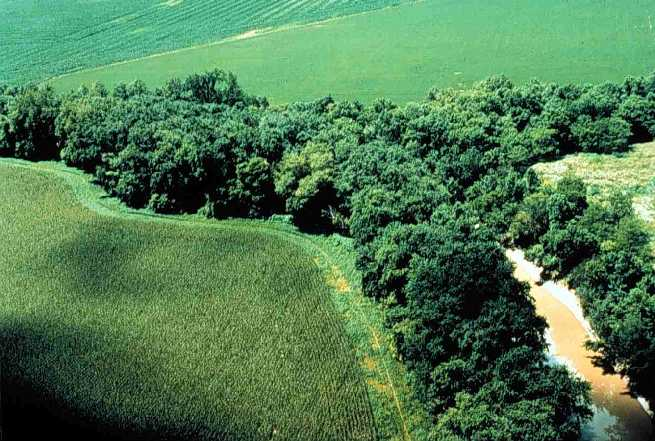
شريط مشاطىء طبيعي محفوظ جيدًا على رافد لبحيرة إيري

المنطقة المشاطئة (بالإنجليزية: Riparian zone) هي الواجهة بين الأرض و النهر أو التيار. حيث تمتاز بالموائل النباتية والمجتمعات المحلية على طول هوامش النهر والضفاف والي تسمى النباتات النهرية، وتتميز بالنباتات المائية. تعتبر المناطق المشاطئة مهمة في علم البيئة، وإدارة الموارد البيئية، والهندسة المدنية بسبب دورها في الحفاظ على التربة، والتنوع البيولوجي لموائلها، وتأثيرها على الحيوانات والنظم البيئية المائية، بما في ذلك المراعي، والغابات، والأراضي الرطبة، أو حتى المناطق غير النباتية. في بعض المناطق ، يتم استخدام المصطلحات غابة مشاطئة ، غابة شطئية، منطقة عازلة مشاطئة، ممر مشاطئي وشريط مشاطئي لتوصيف المنطقة مشاطئة.

## روابط خارجية
- مخازن الغابات النهرية ، مركز الزراعة الحراجية الوطني
- أطروحة على النباتات النهرية لنهر تشالاكودي
- استراتيجيات ترميم الموائل النهرية ، الجيش الأمريكي
- فريق خدمة ضفاف النهر الوطني ، مكتب إدارة الأراضي
- ترميم الموائل على ضفاف النهر في غسل لاس فيغاس
- مشروع حوض النهر الأحمر
- مخازن الغابات النهرية ، جامعة ولاية كانساس
- The short film